# Anthony Rosano
Anthony Rosano est un acteur de films pornographiques américain. Il a reçu l'AVN Award du meilleur nouveau venu (Best Male Newcomer) en 2009.

## Récompenses
- 2009 : AVN Award Meilleur nouveau venu (Best Male Newcomer)
- 2012 : XRCO Award Meilleur  acteur (Best Actor)[4]

### Nominations
- 2012 : XBIZ Awards
  - Acteur de l'année (Male Performer of the Year)
  - Performance d'acteur de l'année (Acting Performance of the Year - Male) pour Rocky XXX : A Parody Thriller (X-Play/Adam & Eve)
  - Second rôle de l'année (Supporting Acting Performance of the Year - Male) pour The Flintstones XXX Parody (New Sensations)

## Filmographie sélective
- The Graduate XXX : A Paul Thomas Parody (2011)
- The Incredible Hulk XXX : A Porn Parody (2011)
- The Big Lebowski: A XXX Parody (2010)
- The Flintstones XXX Parody (2010)
- Bonny & Clide (2010)